# Černouček
Černouček je obec v okrese Litoměřice v Ústeckém kraji, která leží přibližně 8 km jižně od Roudnice nad Labem, 13 km severně od Kralup nad Vltavou a 12 km západně od Mělníka. Žije zde 327 obyvatel.
Jižní hranice katastru obce tvoří část hranice mezi Ústeckým a Středočeským krajem.

## Historie

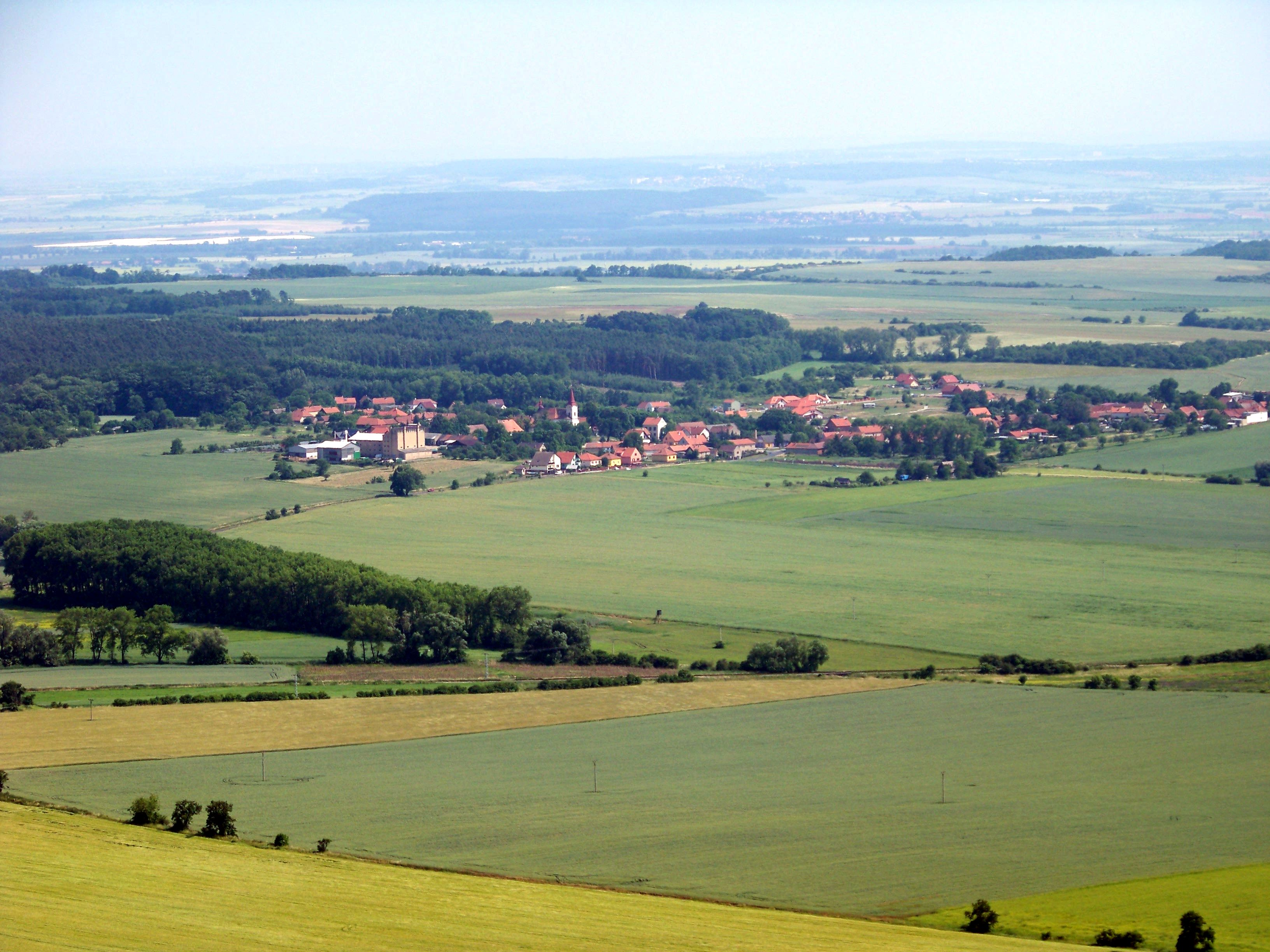
Pohled na obec z Pražské vyhlídky na hoře Říp

První písemná zmínka pochází z doby okolo roku 1100, kdy vladyka Nemoj z rodu Vršovců daroval tuto ves Vyšehradské kapitule. Zdejší archeologické nálezy však pocházejí již z doby kamenné, což potvrdil průzkum, který se na území obce uskutečnil v roce 1997.
Obec se později stala součástí nejprve biskupského, poté i arcibiskupského statku Roudnice nad Labem. V 16. století se dostal Černouček do rukou Ctinských ze Ctiněvsi, po kratší době se ale opět vrací pod Roudnici nad Labem.
Po první světové válce bylo v tehdy převážně zemědělské obci, kdy zde bylo provozováno až 23 živností, založen divadelní spolek. Za druhé světové války a existence Protektorátu Čechy a Morava byl roku 1943 nacisty popraven místní občan Jiří Krása, jehož rodný dům je osazen pamětní deskou připomínající tuto událost.
Někdejší rybník na návsi byl v roce 1959 zasypán. O deset let později, roku 1969, vznikla přestavbou bývalého hostince prodejna potravin. V 70. a 80. letech 20. století v obci vyrostla nová požární zbrojnice a byly dobudovány další chodníky.

## Doprava

### Dopravní síť
Obcí procházejí pouze silnice III. třídy. Konkrétně se jedná o III/24623 (Krabčice – letiště Sazená) a III/24627 (Vražkov – Lužec nad Vltavou), které se zde kříží, a poté odsud vychází silnice III/24628 do Spomyšle. Žádné silnice vyšších tříd se zde nenacházejí.
Územím obce prochází také železniční trať Vraňany–Libochovice, ovšem pouze okrajově v jeho severozápadní části. Obec na ní nemá žádnou zastávku. Nejbližšími zastávkami, které se na této trati nacházejí, jsou Ctiněves a Mnetěš, nacházející se ve stejnojmenných sousedních obcích.

### Autobusová doprava
Vzhledem ke své poloze na rozhraní dvou krajů je obec integrována jak do systému Pražské integrované dopravy (tarifní pásmo 5), tak do systému Dopravy Ústeckého kraje (zóna 695), tudíž zde platí jízdní doklady z obou tarifů. V obci se nachází jediná zastávka s názvem Černouček, na níž zastavují spoje linek PID 617 (Kladno – Slaný – Černouček – Roudnice nad Labem), 464 (Mělník – Lužec nad Vltavou – Vraňany – Černouček – Horní Beřkovice) a 468 (Mělník – Dolní Beřkovice – Horní Beřkovice – Černouček) a linky DÚK 680 ([Roudnice nad Labem –] Račiněves – Černouček – Horní Beřkovice).
Naprostá většina spojů projíždějících obcí je provozována pouze v pracovní dny, výjimkou jsou jen čtyři páry spojů linky 617 provozované o víkendech a svátcích.

## Obyvatelstvo
|           | 1869 | 1880 | 1890 | 1900 | 1910 | 1921 | 1930 | 1950 | 1961 | 1970 | 1980 | 1991 | 2001 | 2011 |
| --------- | ---- | ---- | ---- | ---- | ---- | ---- | ---- | ---- | ---- | ---- | ---- | ---- | ---- | ---- |
| Obyvatelé | 388  | 427  | 414  | 438  | 453  | 457  | 451  | 312  | 346  | 306  | 257  | 211  | 260  | 278  |
| Domy      | 72   | 72   | 76   | 79   | 84   | 85   | 97   | 102  | 94   | 93   | 83   | 95   | 107  | 127  |

## Pamětihodnosti
- Kostel svatého Bartoloměje
- Fara
- Učitelské působení spisovatele Josefa Věromíra Plevy v letech 1929–1930 připomíná pamětní deska na budově bývalé školy, ve které sídlí obecní úřad. V Černoučku Pleva napsal knihu Malý Bobeš.

## Osobnosti
- Petr Pavel (* 1961), 4. prezident České republiky
- Eva Pavlová (* 1964), manželka prezidenta republiky Petra Pavla
- Josef Věromír Pleva (1899–1985), učitel, český spisovatel knih pro děti a mládež